# Арка Мединасели
Арка Мединасели (исп. Arco Romano de Medinaceli) — римская триумфальная арка, расположенная в городе Мединасели, в Кастилии и Леоне, Испания. Построена из камня с использованием техники, называемой opus Quadratum. В 1930 году была объявлен объектом культурного наследия Испании.
В целом конструкция арки неплохо сохранилась, за исключением украшений, которые во многом были утеряны по причине природной ветровой эррозии. Арка была возведена на холме с видом на долину реки Халон, расположенном на высоте почти 1200 метров в холодном районе, подверженном дождям, ветрам и снегопадам, что привело к естественному износу каменной кладки, лепнины и карнизов. Северная и западная стороны, обращенные к городу и горе, сохранились лучше, тогда как южная и восточная стороны, обращенные к долине, заметно изношены. Фундамент находится в худшем состоянии, некоторые каменные блоки заменены.
Арка довольно строго ориентирована с востока на запад и в продольном направлении с севера на юг. Передняя часть арки на востоке обращена к долине и железнодорожной станции, а задняя часть арки на западе обращена к городу Мединасели.
Общий размер конструкции составляет 13,20 метра в длину, 2,10 метра в ширину и 8,10 метра в высоту. Арка была возведена в конце I века. Помимо своей памятной функции, она служила въездными воротами в город. Центральная арка предназначалась для экипажей и животных, а боковые проходы — для пешеходов.
Основание арки образуют четыре большие колонны, соединенные двумя равными арками с длиной пролета 1,30 метра, состоящие из семи одинаковых вуссуаров. Их венчает отделочный молдинг, на который опирается центральная арка.
Центральная арка, увенчанная лепниной, аналогичной нижним элементам, имеет пролёт 1,90 метра и состоит из 23 вуссуаров и двух декоративных боковых наборов. Эти комплекты состоят из рифленых пилястр с коринфской капителью, тимпана и двух оснований, опирающихся на нижний карниз. В четырех углах промежуточной секции на двух фасадах расположены еще четыре пилястры, большего размера, чем предыдущие, но такой же конструкции. Эта уникальная конструкция, в которой пилястры появляются в средней части, а не в основании, связана с тем, что стена, в которой открывалась эта арка, имела высоту, аналогичную высоте первого уровня, поэтому выступающая высота начиналась в той же точке, что и пилястры.
Верхняя часть арки состоит из двух рядов тесаных блоков, увенчанных карнизом. К этим блокам были прикреплены золотые буквы, образующие памятную надпись, от которой сохранилось несколько крепежных болтов. Эта надпись была реконструирована и гласит:
- Северная сторона: NVMINI AVGVSTO SACRV[M].

Посвящён божественному духу императора Августа.
- Южная сторона: NVMINI IMP (eratoris) DOMITIANI AVG (usti) GER (manici).

Божественному духу императора Домициана Августа Германика. В 98 году нашей эры он был изменен на NVMINI IMP (eratoris) TRAIANI AVG (usti) GER (manici). Божественному духу императора Траяна Августа Германика.